# Benedictí pit-roig
El benedictí pit-roig (Conopophaga aurita) és una espècie d'ocell de la família dels conopofàgids (Conopophagidae).

## Hàbitat i distribució
Habita entre la malesa dels boscos de les terres baixes per l'est dels Andes, al sud-est de Colòmbia, Guaiana, est d'Equador, est del Perú i Brasil amazònic.

## Taxonomia
Alguns autors consideren que les subespècies pròpies del Brasil central formen una espècie diferent:
- Conopophaga snethlageae Berlepsch, 1912 - benedictí pitnegre.[3]